# Toyota Sora
Toyota Sora — водоробус, совместно выпускаемый компаниями Toyota и Hino Motors с 2018 года.

## История
Toyota Sora дебютировал в 2017 году на Токийском автосалоне. Выпуск начался в 2018 году в Японии. Больше сотни автобусов начали эксплуатацию в преддверии Летних Олимпийских игр 2020 и Летних Паралимпийских игр 2020.

## Особенности
Toyota Sora оснащён электродвигателем, работающим на водородных топливных элементах, которые первоначально были разработаны для Toyota Mirai. Название Sora является аббревиатурой слов «небо», «океан», «река» и «воздух», что относится к круговороту воды в природе.
Мощность двигателя составляет 155 л. с. Систему питания можно использовать в качестве аварийного источника электроэнергии, обеспечивая внешние энергопотребители до 235 кВт⋅ч при максимальной мощности 9 кВт.
Система автоматической остановки следит за маршрутами и останавливает автобус на расстоянии от 3 до 6 см от края остановки и не более 10 см перед линией остановки или за ней. Дополнительно автобус оснащён системой мониторинга окружающей среды. Снаружи и внутри установлено 8 камер. При обнаружении пешеходов и велосипедистов система предупреждает водителя звуковым и визуальным сигналами. Функция контроля ускорения предотвращает быстрое ускорение в целях безопасности близстоящих пассажиров.
Также автобус оснащён радаром и системой предупреждения о столкновении. Дополнительная система предупреждает водителя о проезде на запрещающий сигнал светофора и о времени, оставшемся до смены сигнала светофора. Система аварийной остановки движения позволяет пассажирам остановить автобус в экстренных случаях.